# 아라이역 (니가타현)
아라이역(일본어: 新井駅)은 일본 니가타현 묘코시에 있는 에치고토키메키 철도 묘코 하네우마 라인의 철도역이다.

## 승강장
단선 · 섬식의 형태를 합친 복합 구조의 철도 역사이다.

### 타는 곳
| 1 | ■ 묘코 하네우마 라인 | (하행) | 조에쓰묘코 · 다카다 · 나오에쓰 · 나가오카 · 니가타방면                    |
| 2 | ■ 묘코 하네우마 라인 | (상행) | 묘코코겐 방면                                                             |
| 3 | ■ 묘코 하네우마 라인 | (하행) | 조에쓰묘코 · 다카다 · 나오에쓰 · 나가오카 · 니가타 방면 (주로 이 역 반환) |

## 이용 현황
| 연도     | 이용 현황 | 연도     | 이용 현황 |
| 2000년도 | 1,393     | 2006년도 | 1,338     |
| 2001년도 | 1,391     | 2007년도 | 1,286     |
| 2002년도 | 1,371     | 2008년도 | 1,348     |
| 2003년도 | 1,469     | 2009년도 | 1,266     |
| 2004년도 | 1,342     | 2010년도 | 1,294     |
| 2005년도 | 1,358     |          |           |
| -------- | --------- | -------- | --------- |

## 역 주변
- 묘코 시청
- JA 니가타 현 후생 농업협동조합 연합회 게이난 종합병원

## 인접 정차역
| 에치고토키메키 철도 ■ 묘코 하네우마 라인 | 에치고토키메키 철도 ■ 묘코 하네우마 라인 | 에치고토키메키 철도 ■ 묘코 하네우마 라인 |
| ---------------------------------------- | ---------------------------------------- | ---------------------------------------- |
| 시·종착역                                | ■ 쾌속                                   | 기타아라이 나오에쓰 방면                 |
| 니혼기 묘코코겐 방면                     | ■ 보통                                   | 기타아라이 나오에쓰 방면                 |